# Deinypena ereboides
Deinypena ereboides là một loài bướm đêm trong họ Noctuidae.